# G-code
Een G-code is een commando dat gebruikt wordt bij het programmeren van een CNC-programma.
Deze G-code is een instructie voor de machine. De code heeft een opbouw met de letter G, gevolgd door een nummer, bijvoorbeeld G26. Het nummer achter de G heeft een betekenis. De nummers 0 tot en met 99 hebben een vaste betekenis die vastgelegd is in een ISO-standaard. Een G-code vertelt de machine wat hij moet doen in welke volgorde, met welk gereedschap, op welke plek en met welk toerental en voeding. 
Niet alleen G-codes zijn belangrijk in een CNC-programma. Er worden ook M-codes gebruikt. Deze codes zijn machinehulpcodes maar zijn even belangrijk als de G-codes zelf. Een G-code zal gebruikt worden bij het bewerken van een werkstuk, waarbij M-codes eerder zullen gebruikt worden om de machine extra instructies te geven als aanvulling bijvoorbeeld M03 of M08. Daarnaast is het gebruik van deze codes niet het enige belangrijke aan een CNC-programma. Het programma is volledig afhankelijk van coördinaten en waarden die de nauwkeurigheid en de correctheid van een werkstuk bepalen.